# ZENSHIN
株式会社ZENSHIN（ぜんしん、英: ZENSHIN.Inc）は日本の渋谷にあるIT企業。社名は「社会を前進させるサービス提供」のビジョンより。

## 代表メンバー
- 代表取締役CEO
  - 半沢 元希
- 経歴
  - 2017年 東京理科大学理工学部 卒業
  - 2017年 日本IBM SE
  - 2020年 株式会社野村総合研究所 PM
  - 2023年 株式会社SHIFT コンサルティングマネージャー
  - 2024年 株式会社MOCHIRON 副代表
- 取締役COO
  - 志藤 健太
- 経歴
  - 2019年 東北大学大学院工学研究科 卒業
  - 2019年 東海旅客鉄道株式会社(JR東海) リニア研究開発
  - 2024年 株式会社MOCHIRON PM

### その他メンバー
- 大手メーカー営業出身のメンバーや半沢氏によるリファラルで野村総合研究所や大手証券会社の経歴を持つメンバーが在籍

## IT
- 業務システム、AIシステムの開発
- SES
- ホームページおよびECサイト制作[1]
- SEO（検索エンジン最適化）対策[2]